# Har
Harul (în greacă χάρις, în latină gratia) este un termen teologic din mai multe religii, care se referă la aplecarea respectiv coborârea milostivirii, prieteniei și dragostei lui Dumnezeu asupra omului.

## Iudaism
În Biblia ebraică termenul specific este חֵן (transcris ḥen), care înseamnă deopotrivă „favoare [gratuită]” și „înclinație [spre o persoană concretă]”. Verbul corespunzător este חנן (ḥanan), „a fi favorabil”, de la care provine numele Ioan, în ebraică Johanan⁠(en)[traduceți], respectiv Ana, în ebraică Hannah⁠(en)[traduceți].